# 威廉·弗朗西斯·钱宁

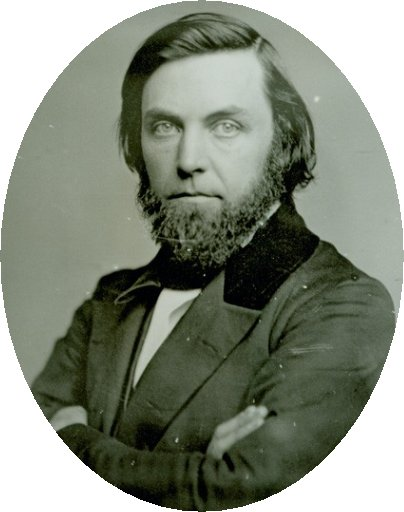
27岁的威廉·弗朗西斯·钱宁，摄于1847年

威廉·弗朗西斯·钱宁（英語：William Francis Channing，1820年2月22日—1901年3月20日），是美国活动家、电气研究员、科学家、医生和发明家。
钱宁1839年毕业哈佛大学，他决定关注医学并前往宾夕法尼亚大学。钱宁于1844年撰写了一篇关于“化学在生理学中的应用”的论文，获得了医学博士学位。
他于1852年在马萨诸塞州波士顿和Moses G. Farmer开发了第一个全市电动火灾报警系统。他将电线和人体神经系统类比，把第一个火灾报警系统看作是人类在整个自然界中的自我保护。